# Зима (альбом)
«Зима» — шестой альбом группы «Моральный Кодекс», выпущенный в 2014 году. Релиз альбома состоялся 14 февраля.

## Об альбоме
Работу над альбомом музыканты начали в 2007 году и продолжали до конца 2013. За это время на радиостанциях звучали песни с будущего альбома — «Белые облака», «Я ухожу», «Больше, чем любовь». Весной 2013 года группа записала несколько песен в студии продюсерского центра Игоря Матвиенко. В записи песни «Огонь и лёд» принял участие рок-певец Артур Беркут, работавший вместе с Сергеем Мазаевым в группе «Автограф». В июле 2013 года на официальном сайте группы анонсировался выход альбома в ближайшее время. Над мастерингом альбома работал неоднократный обладатель премии Грэмми звукорежиссёр Боб Людвиг

## Рецензии музыкальных критиков
Музыкальный обозреватель интернет-газеты Newslab.ru Сергей Мезенов отмечает:
...«Зима», на которой группа продолжает элегантно матереть (процесс, начатый третьей пластинкой «Я выбираю тебя»), красиво демонстрирует возможности «Морального кодекса». Тут есть и резковатый диско-рок («Кукушка», «Мир не нов», «За тебя»), и задумчивый поп-рок с прозрачной, как слеза, гитарой («Белые облака», «Больше, чем любовь»), и размашистые баллады («Я ухожу»), аранжированные с применением саксофона и госпел-хора («Огонь и лёд»), и расслабленная тропикана («Голубое небо Йокогамы»). Ничего по-настоящему выдающегося, но всё хорошее. Наверное, и в этом тоже причина несколько снисходительного отношения к коллективу — вместо того, чтобы пытаться изобрести нечто невероятное, Сергей Мазаев сотоварищи год за годом предпочитают просто и достоинством играть ту музыку, которая им по-настоящему нравится. И такой подход может вызывать уважение — тем более, что если всё-таки вслушаться в «Моральный кодекс», хоть на альбоме «Зима», хоть на грядущем концерте, довольно быстро станет ясно, что тут есть что послушать..

## Список композиций
| №                   | Название                                | Текст песни         | Музыка              | Длительность |
| ------------------- | --------------------------------------- | ------------------- | ------------------- | ------------ |
| 1.                  | «Зима»                                  | П. Жагун            | Н. Девлет-Кильдеев  | 5:12         |
| 2.                  | «Кукушка»                               | П. Жагун            | Н. Девлет-Кильдеев  | 5:07         |
| 3.                  | «Белые облака»                          | П. Жагун            | Н. Девлет-Кильдеев  | 6:00         |
| 4.                  | «Мир не нов»                            | П. Жагун            | Н. Девлет-Кильдеев  | 4:19         |
| 5.                  | «За тебя»                               | П. Жагун            | Н. Девлет-Кильдеев  | 3:18         |
| 6.                  | «Огонь и лёд» (исп. с Артуром Беркутом) | П. Жагун            | Н. Девлет-Кильдеев  | 5:16         |
| 7.                  | «Блюз»                                  | П. Жагун            | С. Мазаев           | 5:45         |
| 8.                  | «Больше, чем любовь»                    | П. Жагун            | Н. Девлет-Кильдеев  | 4:20         |
| 9.                  | «Я ухожу»                               | П. Жагун            | Н. Девлет-Кильдеев  | 4:15         |
| 10.                 | «Туда»                                  | П. Жагун            | Н. Девлет-Кильдеев  | 3:36         |
| 11.                 | «Голубые огни Йокогамы»                 | П. Жагун            | Н. Девлет-Кильдеев  | 4:39         |
| Общая длительность: | Общая длительность:                     | Общая длительность: | Общая длительность: | 51:47        |

## Участники записи
Группа «Моральный кодекс»:
- Сергей Мазаев — вокал, перкуссия (1), саксофон, труба, флейта (кроме 1).
- Николай Девлет-Кильдеев — гитара.
- Александр Солич — бас-гитара.
- Константин Смирнов — клавишные.
- Юрий Кистенёв — ударные.

Приглашённые музыканты:
- Артур Беркут — вокал (6)
- Илья Митякин — ударные (1)